# Ballymore Eustace
Ballymore Eustace is een plaats in het Ierse graafschap Kildare aan de grens met Wicklow. Bij de volkstelling van 2002 had Ballymore Eustace 786 inwoners.
De plaats lag vroeger op de grens van de Pale. Het kasteel in de plaats werd in 1373 onder verantwoordelijkheid van Thomas Fitzoliver FitzEustace gesteld, hetgeen het tweede deel van de naam verklaart. De naam Ballymore is een verengelsing van het Ierse Baile Mór, "grote stad". De toevoeging Eustace onderscheidt het dorp van de vele andere dorpen en steden die Ballymore heten.

## Trivia
In de omgeving werden enkele actiescènes opgenomen voor de film Braveheart van Mel Gibson uit 1995. Ook de meer recente film King Arthur werd gedeeltelijk opgenomen in het dorp.